# Walckenaeria plumata
Walckenaeria plumata là một loài nhện trong họ Linyphiidae.
Loài này thuộc chi Walckenaeria. Walckenaeria plumata được Alfred Frank Millidge miêu tả năm 1979.